# Edward Rajpold
Edward Rajpold (ur. 15 października 1894 w Łodzi, zm. 4 września 1980 tamże) – major piechoty Wojska Polskiego.

## Życiorys
Urodził się 15 października 1894 w Łodzi jako syn Józefa. Od 1914 był członkiem POW w Łodzi, w latach 1915–1916 ukończył szkołę podoficerską. W listopadzie 1918 był dowódcą dzielnicy POW i oficerem I Batalionu Strzelców Łódzkich. W 1919 ukończył uzupełniający kurs wojskowy i zakwalifikowany został do służby w piechocie w stopniu porucznika.
Ranny w wojnie polsko-bolszewickiej. Następnie przeniesiony do 28 pułku Strzelców Kaniowskich w Łodzi. W Centrum Wyszkolenia Piechoty w Rembertowie ukończył kurs taktyczno-strzelecki. Od początku 1936 skierowany do pracy w Powiatowej Komendzie Uzupełnień Wieluń. W 1937 został przeniesiony do korpusu oficerów administracji, grupa administracyjna. W latach 1938–1939 komendant powiatowy Związku Strzeleckiego. W marcu 1939 był komendantem powiatowym Przysposobienia Wojskowego Wieluń. W okresie poprzedzającym wybuch II wojny światowej zajmował się organizacją wieluńskich batalionów Obrony Narodowej.
W wojnie obronnej był dowódcą batalionu ON „Wieluń II”, przeszedł szlak bojowy od Parcic do Stoczka. Dostał się do niewoli niemieckiej.
Po wyzwoleniu powrócił do kraju i podjął służbę w 17 Dywizji Piechoty wraz z awansem na majora, jednak po kilku miesiącach został zwolniony. W okresie stalinowskim był więziony "za działalność antypaństwową" (1954–1956) na mocy wyroku Wojskowego Sądu Rejonowego w Warszawie, poddawany torturom fizycznym i psychicznym. Zwolniony w 1956 po amnestii, w czerwcu 1963 został zrehabilitowany przez Sąd Wojewódzki w Łodzi.
Awanse służbowe
- porucznik – 3 maja 1922 zweryfikowany ze starszeństwem z dniem 1 czerwca 1919 w korpusie oficerów piechoty
- kapitan – 12 kwietnia 1927 ze starszeństwem z dniem 1 stycznia 1927 i 78 lokatą w korpusie oficerów piechoty
- major – 1945

## Ordery i odznaczenia
- Krzyż Niepodległości (16 września 1931)[6][3]
- Krzyż Walecznych (dwukrotnie)[3]
- Srebrny Krzyż Zasługi (10 listopada 1928)[7][3]